# Aegialites subopacus
Aegialites subopacus es una especie de coleóptero de la familia Salpingidae.

## Distribución geográfica
Habita en California (Estados Unidos).